# Metanephrops challengeri
Metanephrops challengeri (comumente conhecida como lagosta da Nova Zelândia ou lagostim da Nova Zelândia) é uma espécie de lagosta fina e rosada que vive na costa da Nova Zelândia. Normalmente, ela tem de 13 a 18 cm de comprimento e pesa cerca de 100 g. A carapaça e o abdômen são lisos e os adultos são brancos com marcas rosa e marrom e um par de garras longas e finas. A M. challengeri vive em tocas em profundidades de 140 a 640 m em uma variedade de sedimentos. Embora os indivíduos possam viver por até 15 anos, a espécie apresenta baixa taxa de fecundidade, com um pequeno número de larvas eclodindo em um estágio avançado.
A M. challengeri é uma presa importante para o côngrio-rosa, além de ser uma espécie importante para o consumo humano; os arrastões capturam cerca de 1.000 t por ano, de acordo com as limitações do Sistema de Gerenciamento de Cotas [en] da Nova Zelândia. A espécie foi coletada pela primeira vez pela expedição Challenger de 1872-1876, mas só foi descrita como separada das espécies relacionadas por Heinrich Balss em 1914. Embora originalmente classificada no gênero Nephrops, ela foi transferida em 1972 para um novo gênero, Metanephrops, juntamente com a maioria das outras espécies então classificadas em Nephrops.

## Descrição
A Metanephrops challengeri é uma lagosta delgada, normalmente com 13 a 18 centímetros de comprimento, mas excepcionalmente com até 25 cm, e pesando até 100 gramas. Seus quelípedes (pernas com as quelas principais, ou garras) são longos, estreitos e ligeiramente desiguais. O segundo e o terceiro pares de pereiópodes também terminam em pequenas garras, mas o quarto e o quinto pares não. A carapaça é lisa e se estende para a frente em um rostro longo e estreito, apenas um pouco mais curto que a carapaça.
Os adultos são, em sua maioria, brancos, mas a metade frontal do rostro e as laterais do abdome são rosadas. Faixas vermelhas brilhantes se estendem pela base do rostro, pela borda posterior da carapaça, pelos quelípedes e por cada um dos segmentos abdominais. As partes dorsais do abdome são marrons e há duas selas marrons na carapaça dorsal.
A M. challengeri é considerada como tendo a morfologia mais primitiva de todas as espécies de Metanephrops, tendo ainda menos apomorfias do que a espécie fóssil mais antiga conhecida, a M. rossensis. Seu rostro é mais longo do que o de outras espécies do complexo específico thomsoni e a crista ao longo da linha média da carapaça tem apenas dois pequenos espinhos. Ao contrário de outras espécies de Metanephrops, a carapaça é lisa, assim como as tergas abdominais, e os quelípedes são cobertos por grânulos finos.

## Ciclo de vida
A Metanephrops challengeri atinge a maturidade sexual com 3 a 4 anos de idade e pode viver até 15 anos no total. As fêmeas produzem ovos muito grandes em pequenas quantidades; eles normalmente têm cerca de 2,5 mm de diâmetro, e são de cor azul. As larvas eclodem no estágio de zoea (equivalente à terceira zoea da espécie Nephrops norvegicus do Hemisfério Norte). As larvas zoea têm 10 a 11,5 mm de comprimento e possuem todos os apêndices do cefalotórax, incluindo os pereiópodes, que são usados para nadar, mas não possuem pleópodes (apêndices do abdômen). Esse estágio larval dura menos de quatro dias, antes que os jovens mudem para o estágio pós-larval. A lagosta em estado pós-larval nada usando seus pleópodes. Ela evolui posteriormente para a forma adulta. As larvas raramente são vistas na natureza, confirmando que o desenvolvimento para a fase pós-larval que vive no fundo do mar é rápido.

## Distribuição e ecologia

Áreas da plataforma continental da Nova Zelândia. A pesca de Metanephrops challengeri está concentrada na Plataforma de Campbell. A en e os limites do continente submerso da Zelândia também estão marcados.

A Metanephrops challengeri vive nas costas da Nova Zelândia, incluindo as Ilhas Chatham, em profundidades de 140 a 640 metros. Ela vive em tocas em uma variedade de sedimentos, e é uma presa importante para o côngrio-rosa (Genypterus blacodes). As lagostas têm poucos parasitas, sendo o mais importante para a M. challengeri o microsporídio Myospora metanephrops. Esse parasita pode causar “destruição dos músculos esqueléticos e cardíacos das lagostas infectadas”, mas sua importância para os animais e para o setor pesqueiro ainda não está clara. Quando foi descrito em 2010, o M. metanephrops foi o primeiro microsporídio a ser isolado de uma lagosta verdadeira.

## Pesca
A Metanephrops challengeri tem sido pescada comercialmente desde a década de 1980. Entre as temporadas de 1988/1989 e 1990/1991, a quantidade de lagostins capturados na Nova Zelândia aumentou de apenas 55.000 kg para cerca de 500.000 kg. Os limites de captura foram introduzidos em 1990/1991, e agora 1.000.000 kg são capturados anualmente por arrastões. A pesca está centrada em quatro áreas da plataforma continental do continente submerso da Zelândia: a Plataforma de Campbell ao redor das Ilhas Auckland, Chatham Rise [en], ao longo da costa de Wairarapa e na Baía de Plenty.
A maioria dos barcos de pesca usadas para capturar a M. challengeri tem de 20 a 40 metros de comprimento, com “plataformas de arrasto duplas ou triplas de baixa altura de manchete”. Há uma variação considerável na captura por unidade de esforço [en] entre diferentes profundidades, entre diferentes áreas geográficas e entre diferentes anos. A M. challengeri é considerada um alimento de luxo. A maior parte da captura é exportada e, como resultado, raramente é vista em restaurantes na Nova Zelândia.
A Metanephrops challengeri foi objeto de uma investigação do comitê seleto do Parlamento da Nova Zelândia em 2003, depois que surgiram alegações de corrupção política contra funcionários do Ministério da Pesca da Nova Zelândia. Embora as alegações tenham sido anuladas, o inquérito determinou que um tratamento preferencial havia sido dado à grande empresa de pesca Simunovich Fisheries. Em resposta, o governo introduziu a M. challengeri em seu Sistema de Gerenciamento de Cotas e pagou uma indenização a alguns pescadores que tinham uma queixa justificada. De acordo com o Sistema de Gerenciamento de Cotas, um limite geral de 1.291.000 kg foi estabelecido para a M. challengeri em 2011.

## Conservação

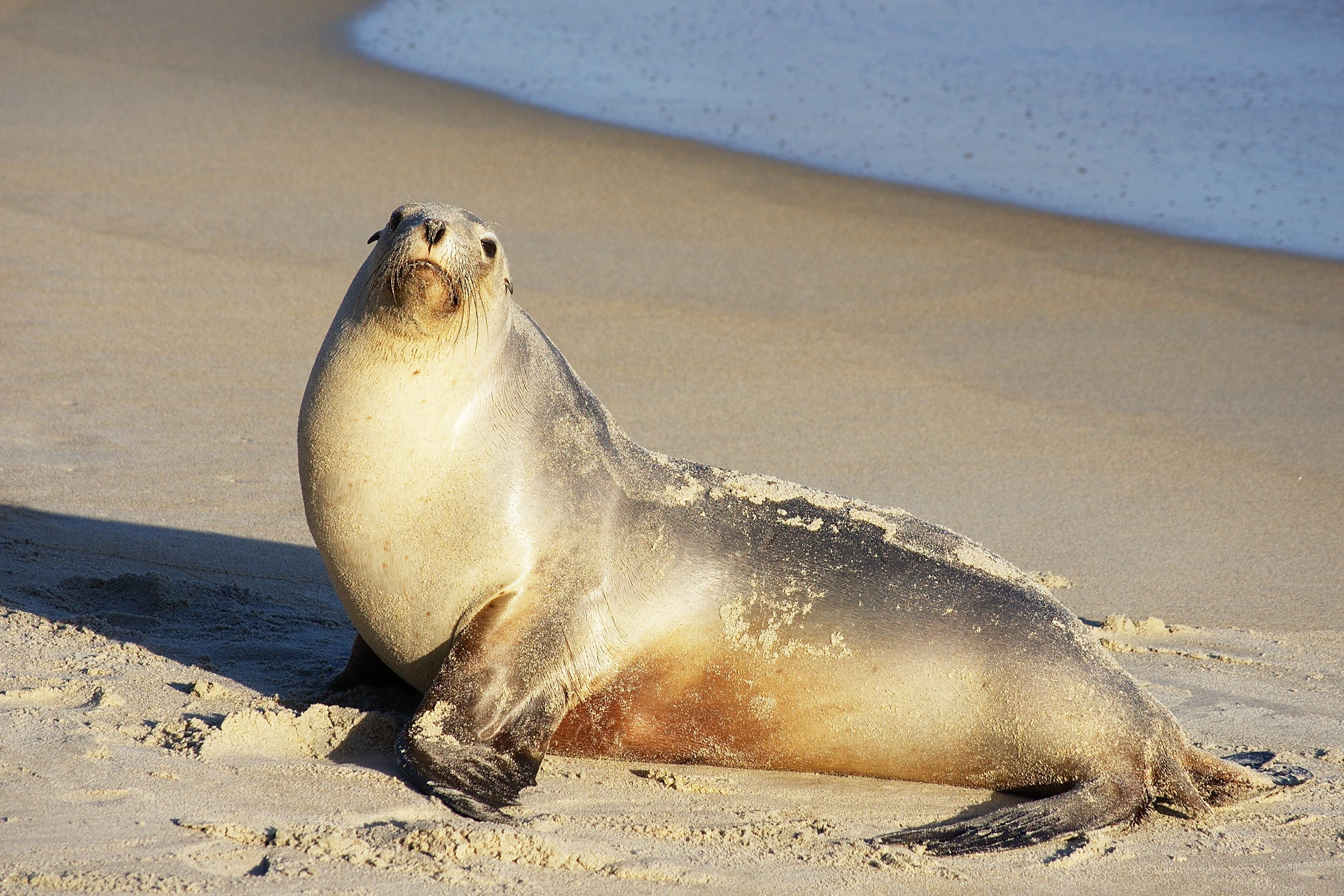
Os leões-marinhos Phocarctos hookeri são ocasionalmente capturados durante a pesca de lagostins como captura acessória.

A Metanephrops challengeri está atualmente listada como pouco preocupante na Lista Vermelha da IUCN, devido, em parte, ao Sistema de Gerenciamento de Cotas implantado pelo governo da Nova Zelândia. No entanto, a espécie parece estar em declínio, com base em contagens de tocas e análises de captura por unidade de esforço. As estimativas do tamanho total da população da M. challengeri variam de acordo com os métodos utilizados. Com base em medidas indiretas, como contagens de tocas, pode haver até 28 milhões de indivíduos, e a captura anual pode representar apenas 2% a 4% da população total. Usando números mais confiáveis, baseados nos animais vistos durante as pesquisas, pode haver apenas de 2 a 11 milhões de indivíduos disponíveis para os arrastões, e a captura anual pode remover de 12% a 28% dessa população. As capturas acessórias da pesca de lagostins na Nova Zelândia incluíram o Phocarctos hookeri, que é considerado uma espécie vulnerável pela IUCN.

## Taxonomia
A Metanephrops challengeri foi descrita pela primeira vez por Heinrich Balss em 1914, com o nome de Nephrops challengeri. Dois espécimes foram coletados na expedição Challenger a partir de lodo Globigerina [en] bentônico a uma profundidade de 503 m, no Challenger Plateau [en] no Mar de Tasman. Eles foram incluídos por Charles Spence Bate [en] em seu relatório sobre os crustáceos coletados pela expedição Challenger, mas não foram separados do “Nephrops thomsoni” (agora Metanephrops thomsoni), que foi descrito por Spence Bate como uma nova espécie. Balss reconheceu que o N. thomsoni de Spence Bate abrangia duas espécies e, restringindo o nome M. thomsoni à espécie que continha os espécimes-tipo designados por Spence Bate (das Filipinas), criou uma nova espécie para a espécie da Nova Zelândia. Balss escolheu os dois espécimes vistos por Spence Bate para serem os espécimes-tipo de sua nova espécie, Nephrops challengeri. Ambos eram fêmeas e foram depositados no Museu de História Natural de Londres.
A espécie foi transferida para um novo gênero, Metanephrops (juntamente com todas as outras espécies existentes em Nephrops, exceto sua espécie-tipo, Nephrops norvegicus) por Richard Jenkins, da Universidade de Adelaide, em 1972. Jenkins colocou M. challengeri no “grupo thomsoni” dentro do gênero Metanephrops, juntamente com M. thomsoni, M. sibogae, M. boschmai [en] e M. sinensis. Jenkins inferiu que esse grupo de espécies se originou no norte da Austrália ou na Indonésia, e que a M. challengeri chegou à Nova Zelândia no final do Terciário e deslocou a M. motunauensis, que anteriormente vivia lá. Mais recentemente, descobertas da filogenética molecular sugerem que a M. challengeri tem uma posição basal no gênero, possivelmente ligado à M. neptunus, e que o gênero pode ter se originado em altas latitudes no Atlântico Sul.